# ジャスティオ

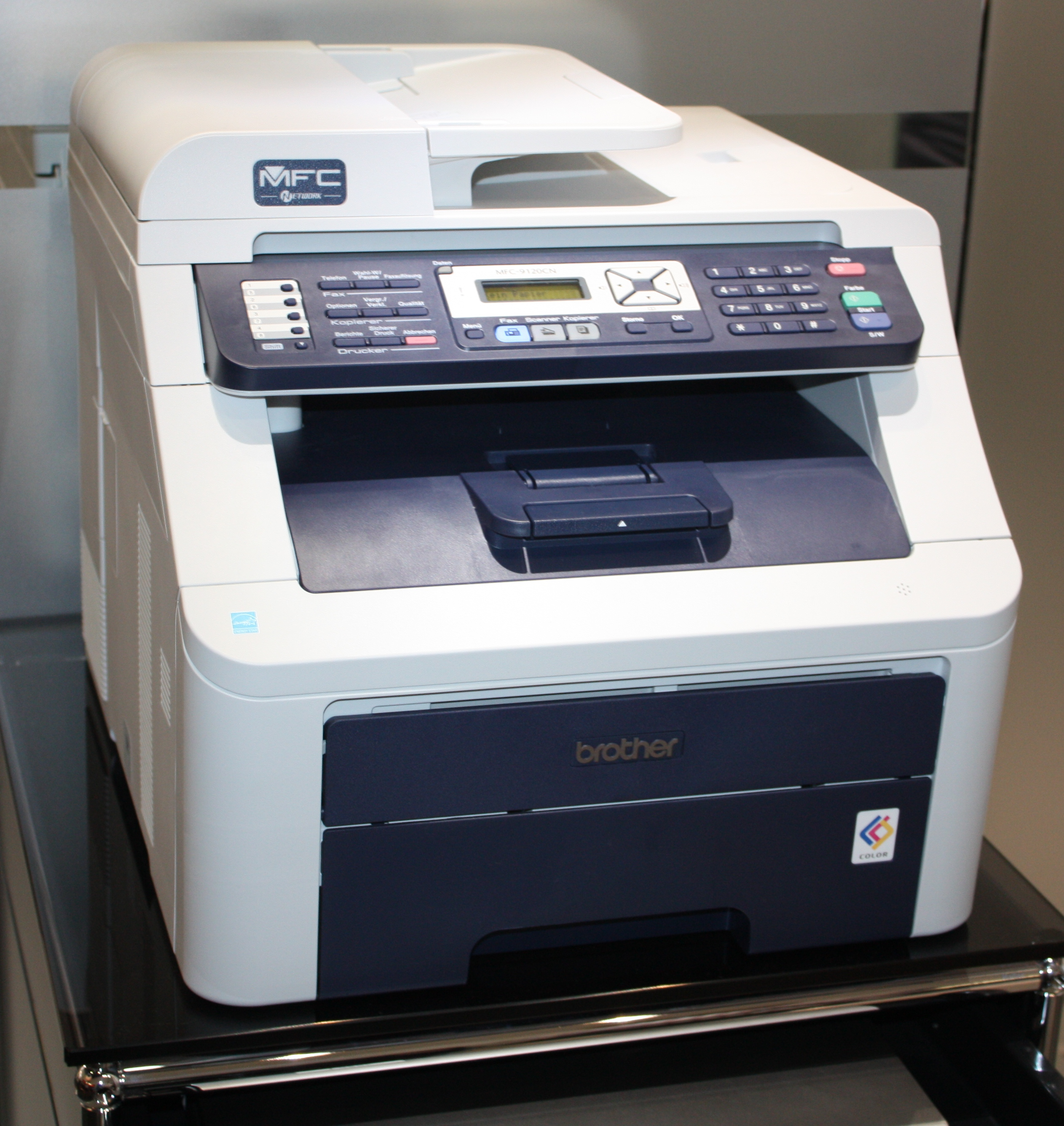
MFC-9120CN

ジャスティオ (JUSTIO) は、ブラザー工業が開発し、ブラザー販売から販売するビジネス向けプリンター・複合機（インクジェット複合機・レーザープリンター・レーザー複合機）およびドキュメントスキャナーの製品のブランド名。2007年10月に発表された。

## 概要
同社によると、スモールオフィス（小規模ビジネス空間）で働くユーザーの多様なニーズに応える、ビジネス向け製品ラインアップの新プロダクトブランドと定義されているが、実際には従来同社が展開してきた複合機「MFC（Multi Function Center）」シリーズに、ビジネス向けのレーザープリンタ単体製品などを統合した形になっている。2011年にはハイエンドモデルのジャスティオプロシリーズが発売されたほか、2012年にはドキュメントスキャナーが発売された。
なお、ブランド名のJUSTIOとは英語で適材適所を示す「Just」とイタリア語で私を示す「Io」を合わせた造語である。